# Negishilinjen
Negishilinjen (japanska: 根岸線, Negishi-sen) är en 22,1 kilometer lång pendeltågslinje mellan Yokohama station och Ōfuna, Kamakura, i Stortokyo, ägd och driven av JR East. Linjen bildar tillsammans med Keihin-Tōhokulinjen en 81 kilometer lång järnväg mellan Saitama och Kamakura under namnet Keihin–Tōhoku–Negishilinjen (japanska: 京浜東北根岸線, Keihin-Tōhoku-Negishi-sen). Negishilinjen trafikeras också av godståg. 
Sakuragichō station, som öppnade 12 juni 1872 när den första delsträckan av järnvägen mellan Yokohama och Tokyo invigdes, är linjens äldsta. När järnvägen mellan Sakuragichō och Isogo invigdes den 19 maj 1964 fick den namnet Negishilinjen efter Negishibukten, en vik i västra delen av Tokyobukten. Den förlängdes till Yōkōdai år 1970 och tre år senare till den nuvarande ändstationen Ōfuna. De flesta tåg på linjen är genomgående från antingen Keihin-Tōhokulinjen eller Yokohamalinjen.
När statsjärnvägarna privatiserades år 1987 övergick persontrafiken till det nybildade bolaget JR East och godstrafiken till JR Freight.
Den 24 april 1951 blev 106 personer dödade och 92 skadade i en tågbrand orsakad av en nedfallen kontaktledning som träffade tåget på Sakuragichō station.